# Notocelia uddmanniana
Notocelia uddmanniana là một loài bướm đêm thuộc họ Tortricidae. Nó được tìm thấy ở Western Europe và khu vực xung quanh Địa Trung Hải all the way up to the Kavkaz và Iran.
Sải cánh dài 15–20 mm. Con trưởng thành bay từ cuối tháng 6 đến cuối tháng 7. .
Ấu trùng ăn various Rubus species.

## Hình ảnh

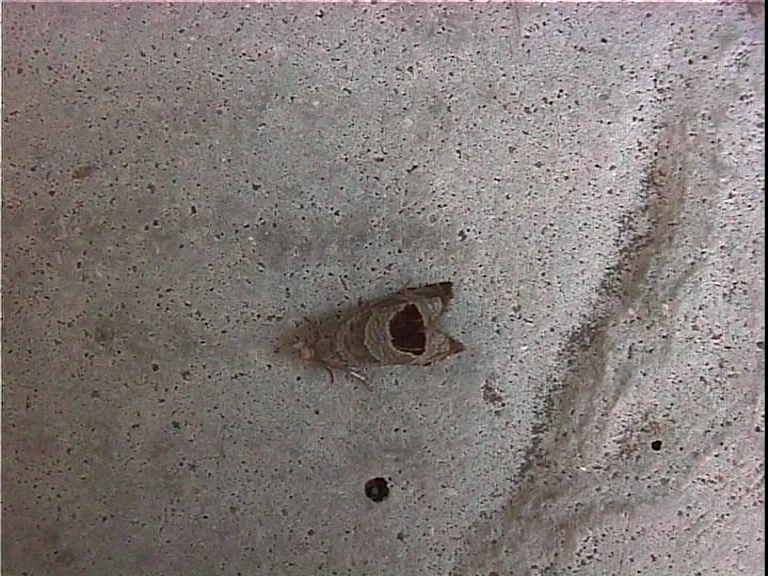
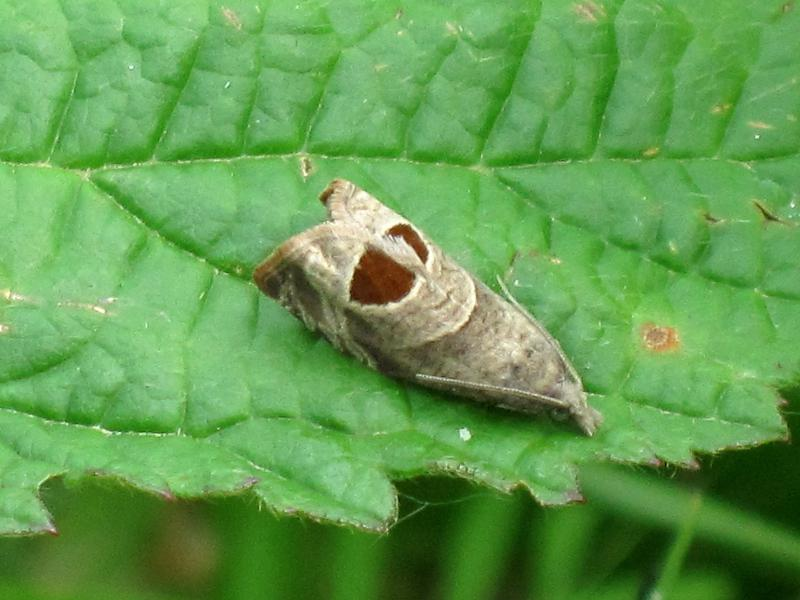
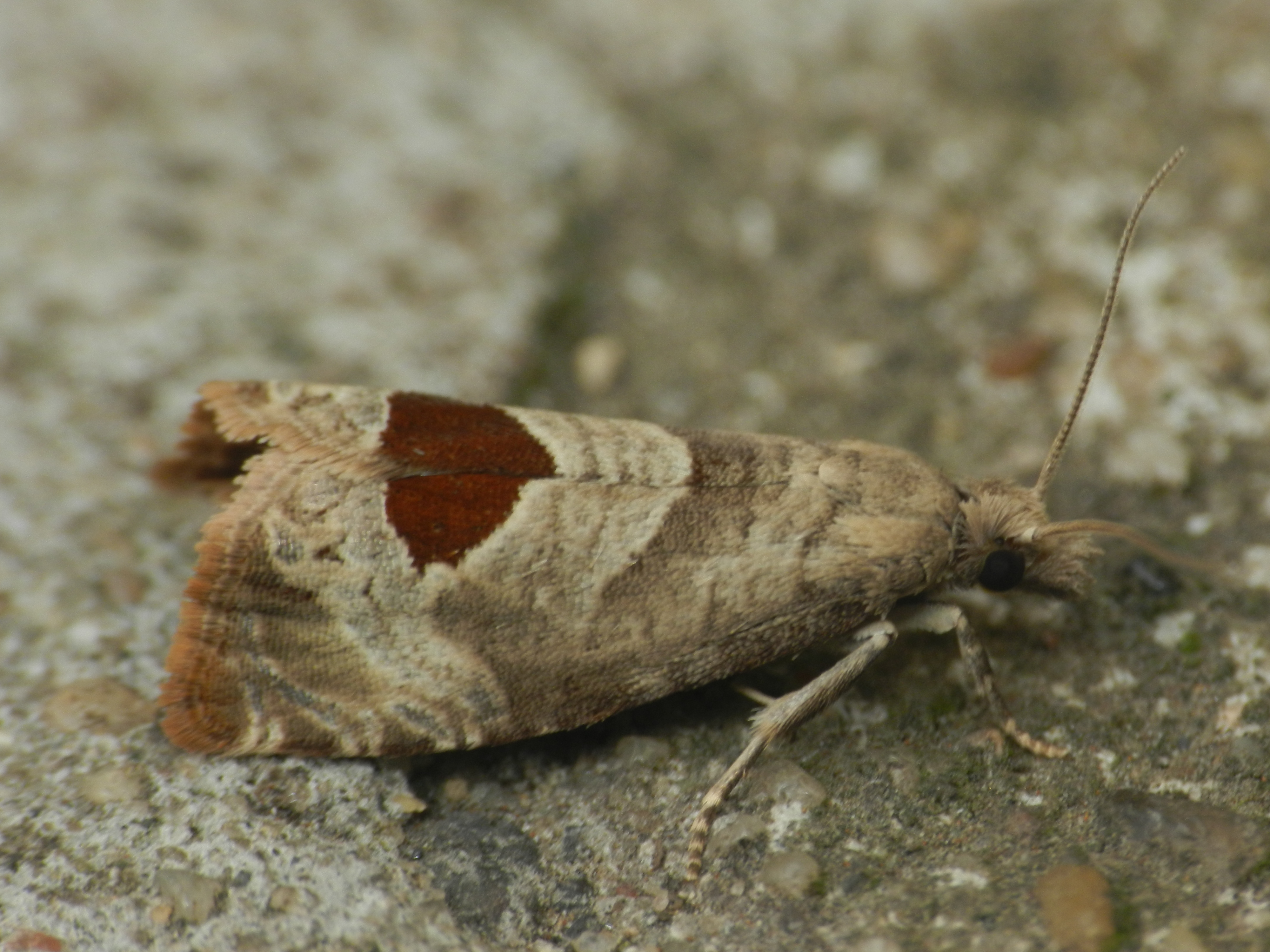